# ヤロスラフ・ドロブニー (サッカー選手)
ヤロスラフ・ドロブニー（Jaroslav Drobný, 1979年10月18日 - ）は、チェコ・ポチャートキ出身の元プロサッカー選手。現役時代のポジションはGK。

## 経歴
2001年にギリシャ・スーパーリーグのパニオニオスFCに移籍した。
2005年にはフラムFCに移籍しプレミアリーグに籍を置いたが、チャンスは来ず、間もなくエールディヴィジのADOデン・ハーグにローンに出された。
2016年6月、ヴェルダー・ブレーメンと単年契約を結んだ。しかし肩の怪我に悩まされた他、フェリックス・ヴィートヴァルトからポジションを奪うことが出来ず、第2GKの位置に留まった。翌シーズンからはイジー・パヴレンカの控えに回った。
2019年1月、フォルトゥナ・デュッセルドルフとシーズン末までの契約で完全移籍。
2019年10月、SKディナモ・チェスケー・ブジェヨヴィツェに復帰した。